# John Grenfell Maxwell
John Grenfell Maxwell, född den 12 juli 1859, död den 21 februari 1929, var en engelsk militär.
Maxwell blev officer vid infanteriet 1879, deltog i krigen och expeditionerna i Egypten 1882-1896 samt, som överste, i boerkriget 1900-1901, gjorde stabstjänst i hemlandet 1902-1904, blev generalmajor 1906 och var överbefälhavare i Egypten 1908-1912. Under första världskriget förde han 1914-1915 befälet över samtliga brittiska stridskrafter i Egypten. År 1916 var han (under påskupproret) överbefälhavare på Irland och 1916-1919 (som generallöjtnant) generalbefälhavare i norra militärområdet. Samma år blev han general. År 1922 avgick han ur aktiv tjänst. År 1900 hade han blivit knight.